# Múcsony
Múcsony é uma vila da Hungria, situada no condado de Borsod-Abaúj-Zemplén. Tem 17,55 km² de área e sua população em 2019 foi estimada em 3.081 habitantes.